# Manhattan (Spiel)
Manhattan ist der Name eines Gesellschaftsspiels für 2–4 Personen des Autors Andreas Seyfarth. Es ist laut Altersempfehlung ab 10 Jahren geeignet und erschien 1994 beim Hans im Glück Verlag. Manhattan wurde als Spiel des Jahres 1994 ausgezeichnet. Zum 25-jährigen Jubiläum der Erstausgabe erschien 2017 eine neue und grafisch überarbeitete Auflage des Spiels bei Hans im Glück.

## Thema und Ausstattung
In dem Spiel bauen bis zu vier Spieler in sechs großen Städten der Welt (Manhattan, Sao Paulo, Sydney, Kairo, Hongkong, Frankfurt) Hochhäuser und versuchen zugleich, möglichst viele Häuser zu bauen und Mehrheiten in den Städten zu ergattern und zu behalten.
Das Spielmaterial besteht neben der Spielanleitung aus
- einem Spielplan mit sechs Städten und einer Zählleiste für die Punktewertung,
- einem Kartensatz, wobei auf den Karten die Position der zu bauenden Hochhauselemente markiert ist, sowie
- jeweils 25 Hochhauselemente in vier Farben und vier Größen (1 bis 4 Stockwerke), wobei jeweils ein Stockwerkelement als Spielmarker auf der Zählleiste eingesetzt wird.

In der Neuausgabe von 2017 sind zudem vier Spielertableaus, auf denen die Spieler ihre Auswahl an Hochhauselementen für die laufende Runde abstellen können, sowie ein Startspielermarker vorhanden.

## Spielregeln

### Spielweise
Zu Beginn des Spiels wird der Spielplan in der Mitte des Spiels abgelegt und jeder Spieler wählt eine Farbe. Die Spielmarker dieser Farben werden unterhalb der Zählleiste abgelegt. Jeder Spieler bekommt die Bauelemente seiner Farbe und verfügt damit über die gleiche Anzahl (24) an Hochhauselementen mit Etagenhöhen von eins bis vier. Das Spiel gliedert sich in 4 Runden, in jeder Runde wechselt der Startspieler. Vor jeder der vier Runden wählen die Spieler sechs dieser Elemente aus, die sie verbauen möchten. Diese Auswahl darf während der Runde nicht geändert werden. Die Auswahl der Elemente ist für alle Spieler zu jeder Zeit sichtbar.

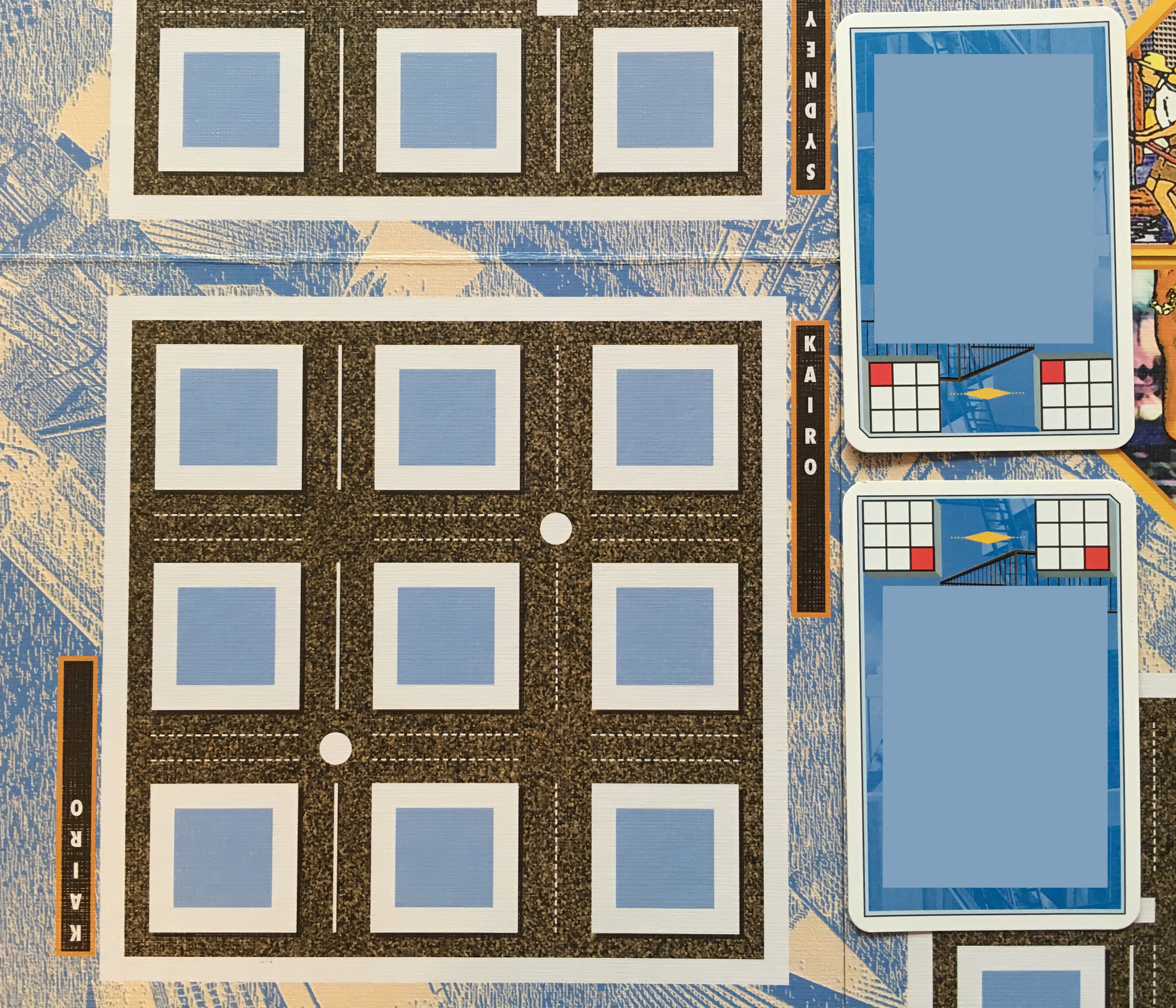
9 mal 9 Baufelder auf dem Spielbrett und zwei identischen Karten beim Brettspiel Manhattan; die Position des Baufelds auf der Karte ist abhängig von der Position des Spielers (Version von 1994)

Die 6 Städte sind mit jeweils 9 Bauplätzen in quadratischer Anordnung mit 3 mal 3 Feldern dargestellt. Um diese Bauplätze zu nutzen,  bekommt jeder Spieler 4 Baukarten von einem gemeinsamen Kartenstapel, auf denen immer ein Bauplatz innerhalb eines 3-mal-3-Rasters markiert ist. Jede Karte bezeichnet einen der neun Plätze einer Stadt. Dadurch, dass die Spieler auf verschiedenen Seiten des Spielfelds sitzen, die Karten aber nur in eine bestimmte Richtung gehalten werden, entsteht eine hohe Anzahl an Bauplatzoptionen (mit Ausnahme des Mittelbauplatzes) abhängig von der Spieleranzahl. Der Spieler kann selbst entscheiden, in welcher Stadt er die Karte einsetzt, so dass es für jeden Spieler mit jeder Karte 6 mögliche Bauplätze gibt.
Ein Zug beinhaltet das Spielen einer Baukarte und das Setzen eines Bauelements auf dem bezeichneten Bauplatz. Hierbei versuchen die Spieler Mehrheiten in den Städten zu erlangen und zugleich hohe Hochhäuser zu bauen. Man kann unbesetzte Bauplätze bebauen oder auch Elemente des Gegners überbauen und das Gebäude damit in Besitz nehmen. Der Spieler muss dabei nach dem überbauenden Zug mindestens genauso viele Etagen im Gebäude besitzen wie der Gegner, ansonsten ist der Zug nicht zulässig. Es zählt hierbei immer jede Farbe für sich.
Nach dem Spielen der Karte und der Bebauung kommt diese auf den Ablagestapel und der Spieler zieht eine neue Karte in seine Handkarten. So ändern sich die Bauoptionen immer wieder, die Bauplätze werden verdeckt gehalten. In jeder Runde spielt jeder Spieler 6 Züge, danach sind seine Elemente aufgebraucht und es kommt zur Wertung.

### Wertung
Nach jeder Runde und entsprechend auch zum Abschluss werden die Gebäude gewertet. Dabei bekommt
- jeder Turm der eigenen Farbe einen Punkt
- jede Mehrheit an Gebäuden in einer Stadt zwei Punkte
- das höchste Gebäude auf dem Spielfeld drei Punkte

Bei Gleichstand in den Städten oder beim höchsten Gebäude gibt es keine Punkte, auch nicht bei zwei gleichfarbigen höchsten Gebäuden. Die erreichten Punkte werden auf der Zählleiste markiert und wer nach 4 Runden die höchste Punktsumme hat, gewinnt das Spiel. Punktgleichheit ist dabei möglich.

### Spiel mit zwei oder drei Spielern
Manhattan ist als Spiel mit vier Spielern konzipiert, kann jedoch auch mit zwei oder drei Spielern gespielt werden.
Spielen nur drei Spieler mit, werden auch nur drei Farben benötigt. Die Spieler können in dem Fall wählen, ob sie 4 Runden mit je 6 Bauteilen oder 6 Runden mit je vier Bauteilen spielen.
Beim Spiel mit zwei Spielern übernimmt jeder Spieler zwei Farben. Beide Spieler setzen dabei abwechselnd jeweils ein Bauteil einer Farbe ihrer Wahl, müssen die beiden Farben also nicht abwechselnd setzen. In der Wertung werden die Punkte der beiden Farben jeweils addiert, Gewinner ist der Spieler mit der höchsten Gesamtzahl.

## Taktik

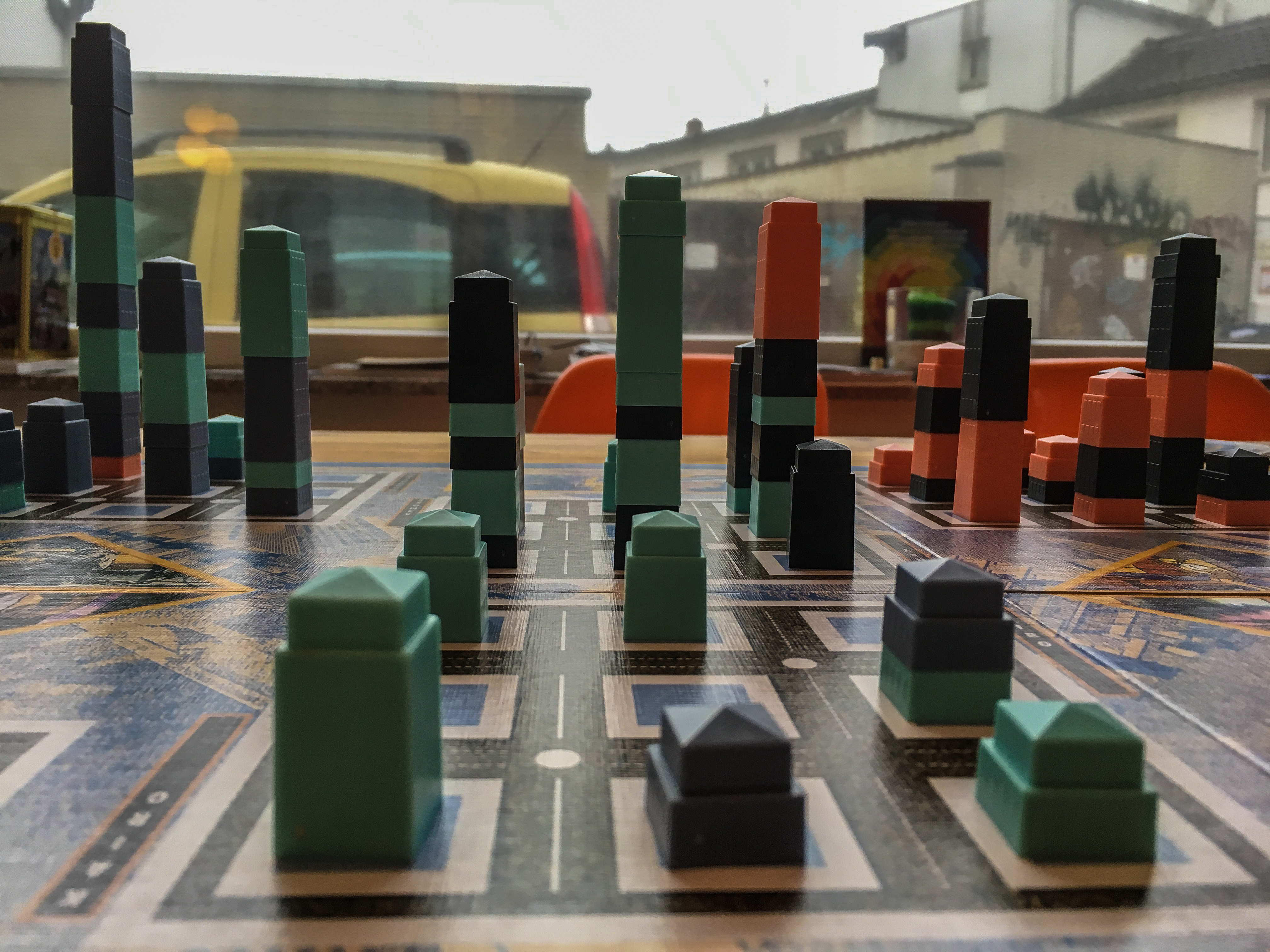
Hochhäuser beim Spiel Manhattan

Wichtig für die Wertung ist neben dem höchsten Turm und den jeweiligen Mehrheiten auch die Gesamtanzahl der Gebäude, die bei der Abrechnung einen hohen Anteil haben. Es kann also sinnvoll sein, mehrere kleinere Gebäude zu bauen, als sich nur auf das Überbauen zu konzentrieren. Ohne Überbauungen sind dagegen die Sonderpunkte für das höchste Gebäude und die Stadtmehrheiten nicht zu erreichen.

## Ausgaben und Rezeption

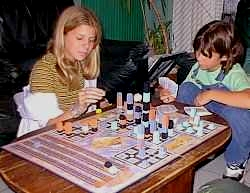
Kinder spielen Manhattan in der Version von 1994

Manhattan wurde 1994 von Andreas Seyfarth entwickelt und vom Hans im Glück Verlag veröffentlicht. Nach eigenen Angaben erarbeitete Seyfarth, der bereits vorher mehrere Spiele im Auftrag von Schmidt Spiele entwickelt hatte, das Spiel auf die Bitte von Bernd Brunnhofer, dem damaligen Geschäftsführer des Hans im Glück Verlags. Dieser suchte nach einer Idee für ein Bauspiel, das sich von dem damals von dem Amerikaner Sid Sackson entwickelten und später bei Piatnik als New York erschienenen unterscheiden sollte. Brunnhofer hatte das Spiel in den Vereinigten Staaten angesehen, es ging ihm jedoch ähnlich wie das ebenfalls von Sackson stammende Spiel Acquire zu sehr in die Breite und zu wenig in die Höhe. Seyfarth hatte bereits zum Ende seiner Schulzeit einen Prototyp für ein Bauspiel mit dem Namen „Spekulant“ mit mehreren Bauplätzen entwickelt, bei dem es ähnlich wie bei Monopoly darum ging, Geld zu verdienen. 1993 konnte er auf dieser Basis seinen ersten Prototyp für Manhattan vorstellen, und wenige Monate später entschied sich Brunnhofer dazu, das Spiel zu realisieren. Als Besonderheit wurde das von der Spielerposition abhängige Baufeld herausgearbeitet. Hans im Glück bot Sackson aufgrund der thematischen Nähe zu dessen Spiel an, als Co-Autor genannt zu werden, dieser lehnte jedoch aufgrund der fehlenden Übereinstimmungen zwischen den Spielen ab. Auch Piatnik, die mittlerweile New York von Sackson übernommen hatten, sahen kein Problem in der thematischen Übereinstimmung.
Manhattan gewann im Erscheinungsjahr den Kritikerpreis Spiel des Jahres und belegte den dritten Platz des Deutschen Spiele Preises. Die Jury zum Spiel des Jahres beschrieb das Spiel wie folgt:

„Nach der ersten Spielrunde erscheint das Spiel noch etwas mager, ohne Interaktion, ohne Konkurrenz. Doch dieses Spiel sollte man nicht vor seinem Ende beurteilen. Bald gibt es nämlich mehr Reibungsflächen, als man erwartet. Die Gebäude, die in vorhergegangenen Runden aufgestellt wurden, werden zu Beginn einer nächsten Runde nicht wieder entfernt, sondern bleiben stehen. Und so wird es enger und enger. Aus dem friedlichen Nebeneinander wird bald ein erbitterter Kampf, ein Wettlauf um höchste Türme, um Mehrheiten, um jedes einzelne Haus. Man kann dabei aggressiv spielen und bei jeder passenden Gelegenheit fremde Häuser übernehmen oder auch den Duckmäuser mimen und versuchen, möglichst mit niemandem in Streit zu geraten. Das verspricht Spannung für viele Partien.“

Laut der Besprechung von Edwin Ruschitzka in der Zeitschrift spielbox erfolgte die Auszeichnung zum Spiel des Jahres „völlig zu Recht“. Nach seiner Meinung ist „das intelligente Klötzchen-Schichten […] nicht nur hervorragend ausgestattet, es macht auch noch viel Spaß“ und „die ständige Wahl - Baue ich hoch hinaus oder eher in die Breite - bringt die Würze ins Spiel.“
1995 wurde das Spiel zudem sowohl beim schwedischen Årets Spel wie auch beim finnischen Vuoden Peli als Familienspiel des Jahres ausgezeichnet. Zum 25-jährigen Jubiläum der Erstausgabe erschien 2017 eine neue und grafisch überarbeitete Auflage des Spiels bei Hans im Glück. Als Grafikerin der neuen Auflage wurde Jaqui Davis gewonnen, die bereits zahlreiche andere Brettspiele illustriert hat.

## Belege
1. 1 2 3 4 5 6 7 8  Manhattan Spielanleitung (Memento vom 8. Januar 2017 im Internet Archive)
2. ↑  Edwin Ruschitzka: Andreas „Leo“ Seyfarth: Ein Münchner im Spielehimmel. spielbox 4/94, 1994; S. 17–19.
3. 1 2  Manhattan auf der Website des Spiel des Jahres e.V.; abgerufen am 8. Januar 2017.
4. ↑  Edwin Ruschitzka: Manhattan. spielbox 4/94, 1994; S. 14–16.
5. ↑  Manhattan - Neuauflage. In: hans-im-glueck.de. 2017, abgerufen am 12. September 2021.